# Odontophorus atrifrons
Odontophorus atrifrons е вид птица от семейство Odontophoridae. Видът е световно застрашен, със статут Уязвим.

## Разпространение
Видът е разпространен във Венецуела и Колумбия.